# Bangélé
Bangélé (ou Bangale, Bangere) est un village du Cameroun situé dans le département de la Meme et la Région du Sud-Ouest. Il fait partie de la commune de Mbonge.

## Population
En 1953 on y a dénombré 147 personnes, puis 145 en 1968, pour la plupart des Mbonge, du groupe Oroko.
Lors du recensement national de 2005, la localité comptait 146 habitants.